# Alfredia
Alfredia es un género de plantas con flores perteneciente a la familia de las asteráceas. Comprende 15 especies descritas y de estas, solo 6-8 aceptadas. Es esencialmente originario de Asia central y un par de especies son endémicas de China.

## Descripción
Son plantas herbáceas perennes, caulescentes, con tallo solitario, erecto, surcado, sin alas y hojas subenteras a pinnatipartidas espinaosas o con dientes o segmentos espinulosas. Los capítulos son grandes y poco numerosos pocos (a veces solo 1), terminales en el tallo y las ramas. El involucro es campanulado, con numerosas brácteas de envés con pelos negruzcos tortuosas adpresos y a menudo araneosos blancos, y con alas membranosas o apéndices papiráceos. El receptáculo es plano, con densos y largos pelos. La corolla es de color amarillo o púrpura y las ramas del estilo son cortas y de ápices redondeados. Las cipselas son estrechamente obovoides a elipsoides , comprimidas lateralmente, a menudo con 12-20 costillas tenues y la placa apical tiene un reborde en forma de corona baja y un umbo piramidal central de esclerénquima coronada por un disco. El vilano tiene 3-5 filas de cerdas barbeladas, las exteriores la mitad de largo que las internas, que son gradualmente más anchas y aplanadas.

## Taxonomía
El género fue descrito por Alexandre Henri Gabriel de Cassini y publicado en Dictionnaire des Sciences Naturelles (Second edition) 1(Suppl.): 115. 1816. La especie tipo es: Alfredia cernua (L.) Cass.

## Especiesaceptadas
- Alfredia acantholepis Kar. & Kir.
- Alfredia aspera C.Shih
- Alfredia cernua (L.) Cass.
- Alfredia fetissowii Iljin
- Alfredia fetsowii Iljin
- Alfredia integrifolia (Iljin) Tulyag.
- Alfredia nivea Kar. & Kir.
- Alfredia talassica Korovin ex Iljin[1]